# Station Lipno Płockie
Station Lipno Płockie is een spoorwegstation in de Poolse plaats Lipno.